# Инцидент в Грейсе
Инцидент в Грейсе —  происшествие 23 октября 2019 года, связанное с обнаружением 39 тел погибших вьетнамцев в прицепе грузовика-рефрижератора в британском городе Грейсе, расположенном в графстве Эссекс.
Среди 39  погибших вьетнамцев — 29 мужчин, 8 женщин и 2 мальчика. Прицеп был отправлен из бельгийского порта Зебрюгге в британский Пурфлит, а кабина грузовика и его водитель, как полагают, были родом из Северной Ирландии. Расследование проводится полицией Эссекса с привлечением национальных властей Великобритании, Бельгии, Ирландии и Вьетнама.
На данный момент девять человек были осуждены за преступления, связанные с инцидентом в Великобритании, и еще девятнадцать были заключены в тюрьму в Бельгии.

## Инцидент
23 октября 2019 года, примерно в 01:40 BST, сотрудники службы скорой помощи на востоке Англии обнаружили 39 трупов в авторефрижераторе. Грузовик был обнаружен на Восточной Авеню в Промышленном парке Уотерглейд в Грейсе, Эссекс. Служба скорой помощи проинформировала полицию Эссекса, которая прибыла вскоре после этого. Кто вызвал скорую помощь, по состоянию на 23 октября оставалось неизвестно.
Вскоре после прибытия полиции Восточная авеню была закрыта полностью до 25 октября. Водителем грузовика был 25-летний мужчина из Портадауна, графства Арма, Северной Ирландии. Он был арестован на месте по подозрению в убийстве.

## Грузовик

Топографическая карта Графства Эссекс.

По данным болгарских властей, трейлер был зарегистрирован в Болгарии в 2017 году на имя компании, принадлежащей гражданину Ирландии Мо Робинсону, но с тех пор туда не возвращался. Прицеп-рефрижератор был арендован 15 октября у компании по прокату в графстве Монахан. Прицепы-рефрижераторы предназначены для перевозки скоропортящихся продуктов, температура внутри может достигать −25 °C. Такие прицепы обычно герметичны, что создает риск удушья для любого пассажира.
Кабина грузовика и прицеп-рефрижератор прибыли отдельно в Пурфлит, Эссекс, откуда они вместе отправились на небольшое расстояние до Грейса. Полиция считает, что трейлер был вывезен из Северной Ирландии 19 октября. Затем он ехал через Республику Ирландия в Дублин, а оттуда по морю в Холихед в Уэльсе, откуда он был доставлен в Пурфлит. Прицеп был загружен на грузовой паром Clementine в Зебрюгге в Бельгии. Он прибыл в Пурфлит, город с портом на Темзе, около 00:30 23 октября и был доставлен туда на трейлере примерно через полчаса.
Бельгийские власти заявили, что «крайне маловероятно», что жертвы проникли в контейнер в Зебрюгге.  Дирк Де Фау, бургомистр Брюгге, сказал VRT News: «Снять печать, посадить 39 человек в трейлер и запечатать трейлер так, чтобы никто не заметил, практически невозможно».

## Потери
Служба скорой помощи заявила, что все 39 погибли до их прибытия, и попытки реанимации не могут быть предприняты. Полиция Эссекса сообщила, что из погибших был 31 мужчина и 8 женщин. Все они были совершеннолетними, за исключением одного подростка.
Считается, что погибшие могли быть жертвами торговли людьми, например, в качестве принудительных работников, или мигрантами, которые платили контрабандистам за их перемещение в Соединенное Королевство, или и теми, и другими. Контрабандисты часто вынуждают мигрантов отрабатывать стоимость поездки в рабских условиях. Был ряд инцидентов, в которых мигранты в Европе погибли или получили ранения в результате опасных способов перевозки. В результате инцидента в Дувре в июне 2000 года 58 китайских граждан погибли при аналогичных обстоятельствах.
Первоначально полиция заявила, что, по их мнению, погибшие были гражданами Китая. Лю Сяомин, посол Китая, заявил, что их гражданство не было подтверждено. Более поздние слухи в СМИ предположили, что по крайней мере шесть из погибших могли быть гражданами Вьетнама. Семья погибшей 26-летней гражданки Вьетнама обнародовала текстовое сообщение, которое их дочь отправила перед смертью. Ее семья сказала, что они заплатили около 30 000 фунтов стерлингов, чтобы переправить их дочь из Вьетнама в Великобританию.

## Расследование

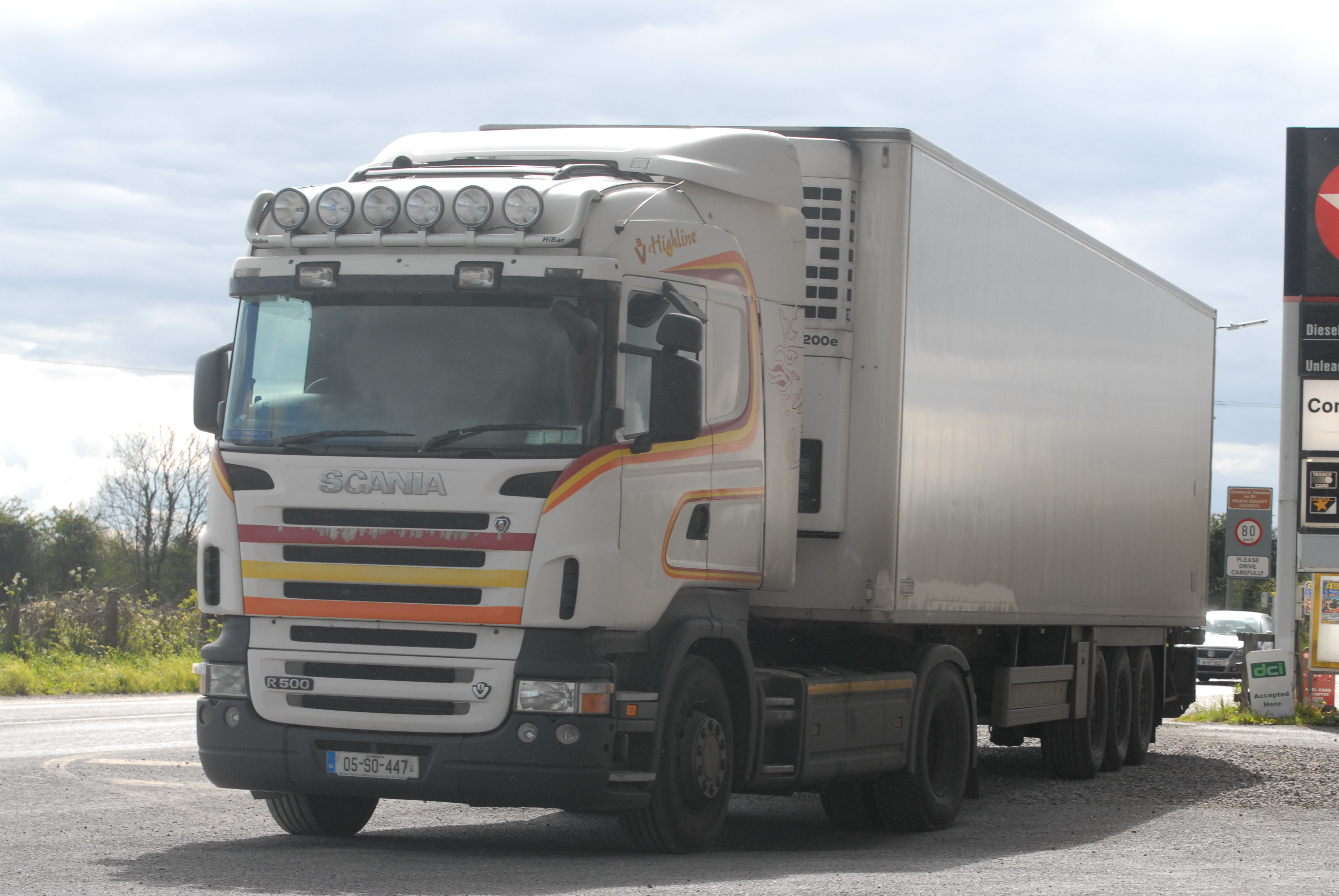
Авторефрижератор, похожий на причастный к инциденту.

Утром в день обнаружения было начато расследование убийства. Местные СМИ назвали это «одним из крупнейших расследований убийств, которые когда-либо проводила страна». Национальное агентство по борьбе с преступностью предположило, что организованная преступность может быть причастна. Грузовик и трупы были перемещены с места происшествия в безопасное место в доках Тилбери, другом близлежащем порту на Темзе, для продолжения расследования. Позже полиция перевезла тела в морг в больнице Брумфилд в Челмсфорде для проведения посмертных операций.
Лео Варадкар выступил в Dáil Éireann и заявил, что ирландские власти расследуют любую причастность к их стране. Вечером 23 октября бельгийская прокуратура объявила, что будет также расследовать транзит грузового автомобиля через свою страну. Полиция подозревает, что может быть замешано кольцо контрабанды ирландцев, которое расследуется около года.
К утру 24 октября полиция проследила трейлер до Нидерландов до его отъезда из Бельгии. Британская полиция также обыскала два объекта в Северной Ирландии. Бельгийские официальные лица заявили, что покойные были задержаны в трейлере не менее 10 часов.
25 октября полиция арестовала мужчину и женщину из Уоррингтона, графство Чешир, по подозрению в непредумышленном убийстве и заговоре с целью торговли людьми и еще одного мужчину в аэропорту Станстед по тому же обвинению. 27 октября было объявлено, что эти трое были освобождены под залог.
26 октября Гардаи сказал, что в порту Дублина они задержали мужчину в возрасте 20 лет, который представлял интерес для полиции Эссекса в рамках расследования смерти грузовика. Он был обвинен в несоответствующих преступлениях. Бельгийские власти подтвердили, что это был второй водитель грузовика, которого они искали, которого десять раз видели по видеонаблюдению в Зебрюгге, когда он снимал трейлер-рефрижератор.
После продолжительных допросов 26 октября полиция Эссекса обвинила водителя в 39 случаях непредумышленного убийства, заговора с целью торговли людьми, заговора с целью содействия незаконной иммиграции и отмыванию денег. Он появился в магистратском суде Челмсфорда 28 октября, когда Королевская прокуратура заявила, что он является частью «глобального кольца» контрабандистов людей. Он был заключен под стражу, чтобы явиться в Центральный уголовный суд 25 ноября.
28 октября федеральный прокурор Бельгии заявил, что контрабандисты в Бельгии, оказывая помощь в операции, делали вид, что контейнер был наполнен печеньем. Полиция во Вьетнаме взяла волосы, ногти и другие образцы ДНК у жителей провинции Нгхо, чтобы помочь идентифицировать умершего.
29 октября полиция Эссекса объявила, что два брата из Арма, Северная Ирландия, один из которых владел транспортной компанией, эксплуатировавшей грузовик, причастный к инциденту, были объявлены в розыск по подозрению в убийстве и совершении преступлений, связанных с торговлей людьми.